# 小城之春 (2002年电影)
《小城之春》，田壮壮执导的中国剧情片，翻拍自1948年费穆导演的同名作品。

## 剧情简介
在南方某个小城里，少妇周玉纹和长期抱病的丈夫戴礼言多年来的夫妻生活淡而无味，两人几乎已没有任何语言上的交流。玉纹只是仍恪守着做妻子的本分，她经常喜欢独自一人到城墙上去走一走、看一看。患病的礼言终日郁郁寡欢，他对日益没落的家道感到无可奈何，而对妻子的疏远既无法接受又难已改变。此外，这个沉闷的家里还有戴礼言年少的学生妹妹戴秀和年老的仆人老黄。
一天，戴礼言幼时的同学章志忱（是名医生）突然回到小城来看礼言，他的到来犹如在死水中投下一颗石子，打乱了这一家人的心思。十年前志忱与玉纹曾是一对情人，这次重逢唤起了二人的旧情。而年少清纯的戴秀也喜欢上了具有优雅举止与不俗气质的志忱，于是四人的关系纠缠在了一起。礼言因无法忍受这样的生活而服药自杀，后来经抢救而脱险。
这场意外让志忱决心离开这里，玉纹也决定与丈夫继续生活下去，最后礼言与玉纹二人一起站在城墙上目送志忱远去。

## 角色
| 演員   | 角色   | 備註                                     |
| 胡靖钒 | 玉纹   | 妻子                                     |
| 吴军   | 戴礼言 | 丈夫                                     |
| 辛柏青 | 章志忱 | 医生，戴礼言童年时的朋友，玉纹曾经的情人 |
| 卢思思 | 戴秀   | 戴礼言的妹妹，学生                       |
| 叶小铿 | 老黄   | 戴家年老的仆人                           |

## 创作
田壮壮表示，在他没有片拍的十年里每年都要看1948年的经典原片，而每次观看都有感触，所以决定重拍此片。虽然该片投资仅仅450万元，但创作班底很有实力，有阿城、李屏宾、叶锦添等人士的加盟。

## 评价
费穆的女儿费明仪表示，她在本片中既看到了很多父亲当年的构思，也看到了田导演独特的风格，很认同这部翻拍片。
本片在烂番茄网站的好评度为89%。而在专业影评网站Metacritic，也收获了平均分84分的高度认可。

## 奖项
- 2002年威尼斯国际电影节 - 圣马可奖
- 2003年Tromsø国际影展 - Don Quixote Award
- 2003年华语电影传媒大奖最佳导演奖